# Máquina de Combate

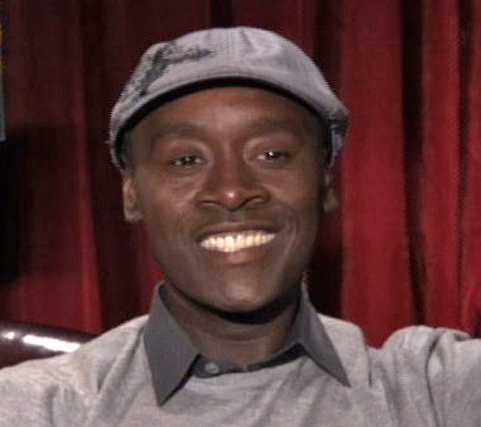
Don Cheadle interpreta James Rhodes a partir de Homem de Ferro 2

Máquina de Combate (War Machine em inglês) é o alter ego de James Rhodes, um super-herói do Universo Marvel que utiliza uma armadura de alta tecnologia construída por seu amigo Tony Stark, o Homem de Ferro.

## Biografia ficcional do personagem
James Rhodes era um bom garoto nascido e criado na Filadélfia, Ao crescer quis se unir as forças militares e servir como piloto.
Em uma missão de guerra, o seu helicóptero foi abatido. Quando tentava obter um avião encontrou Tony Stark em sua primeira armadura de Homem de Ferro que tinha acabado de escapar do cárcere inimigo. Juntos, Rhodes e Stark conseguem retornar aos EUA.
Tony oferece emprego a Jim, mas ele recusa pois ainda está interessado pelo trabalho de defender os EUA nos combates. Mal sabia ele o que o destino o reservava.
Após a Guerra, Stark, que tinha secretamente se tornado o super-herói, ofereceu a Rhodes um emprego como seu motorista pessoal. Rhodes logo se tornou um dos colaboradores mais próximos de Stark e conquistou sua confiança bem como o cargo de tesoureiro das Indústrias Stark.
Como resultado, ele teve inúmeras aventuras com seu empregador onde a sua ousadia e competências eram qualidades valiosas. Stark era tão confidente de Rhodes que ele sabia que era o Homem de Ferro.
Quando Stark perdeu sua empresa para Obadiah Stane e caiu no alcoolismo, Rhodes assumiu o papel de Homem de Ferro, ajudando neste ínterim Stark a vencer o alcoolismo.
Por algum tempo atuou com os Vingadores inclusive nas guerras secretas de Beyonder.

### Vingadores da Costa Oeste
O sintozóide Visão, ao assumir a liderança dos Vingadores, resolve criar uma nova divisão, autorizando Gavião Arqueiro a fundar os Vingadores da Costa Oeste. E assim Gavião convoca Homem de Ferro para ser um dos integrantes. O que não sabiam é que o homem por trás da armadura não era Stark.
Rhodes inicialmente pensou em deixar sua identidade em sigilo, mas logo nas primeiras missões acabou se revelando. Gavião Arqueiro assustado com a revelação diz que convocou um amador para os Vingadores mas logo se desculpa – principalmente depois que descobriu que o “amador” foi quem o salvou durante as Guerras Secretas.
No entanto, ele começou a sentir dores de cabeça quando usava a armadura, e ao longo do tempo, o seu comportamento começou a tornar-se errático e agressivo, inclusive tornando-se violento. O estado mental maníaco de Rhodes mais tarde foi revelado ser o resultado da utilização da armadura de Stark, cuja interface cerebral foi idealizada para a mente de Stark, deixando qualquer outro usuário desorientado e confuso a longo prazo.

### Máquina de Combate
Stark construiu uma nova armadura que se tornou conhecida como Máquina de Combate. Rhodes utilizou a armadura quando Stark forjou sua própria morte enquanto se recuperava de uma doença.
Liderou a Legião de Ferro, constituída por colegas como Happy Hogan e Bethany Cabe vestindo antigas armaduras de Tony Stark, para enfrentar o Último.
Assim, Rhodes continuou a usar a Máquina de Combate mesmo depois de descobrir a farsa de Stark, se tornando um herói de carreira solo.
Enfrenta o Homem de Ferro pelo uso da sua armadura de Máquina de Combate.
Entra novamente para os Vingadores da Costa Oeste, dessa vez como Máquina de Combate. Mas por pouco tempo: Em uma aventura solo, foi ao passado para enfrentar viajantes temporais nazistas e acabou perdendo sua armadura no vórtice temporal.
Além disso, o deslocamento temporal o fez sofrer de fatiga temporal, onde o pior dos sintomas é fazer envelhecer rapidamente até morte.
Isso durou até que teve acesso a uma armadura alienígena conhecida como Eidolon Warwear. O sistema WarWear para funcionar precisa de alguém para vestí-lo e o une a nível genético sem poder se separar do hospedeiro sem matá-lo. Por outro lado, a armadura cuidou dos sintomas da fatdia, salvando-o pois além das habilidades normais de uma armadura, ela tinha a poder de curar ferimentos do hospedeiro.
Quando Stark morreu durante uma batalha com Kang, o Conquistador, Rhodes regressava à Stark Enterprises (que foi comprada pelas Industrias Fujikawa) para proteger a herança do seu velho amigo.
Para evitar que a tecnologia da armadura fosse utilizada abusivamente, ele usou as habilidades de sua armadura alienígena para apagar todos os vestígios dos projetos de Stark dos sistemas da Fujikawa, mas a armadura foi destruída no processo.
Rhodes terminou sua carreira de super-herói e iniciou seu próprio negócio.
Rhodes mais tarde se tornou um dos principais personagens da série The Crew. Nela, sua irmã Jeanette morreu e ele foi declarado falido. Enquanto investiga seu assassinato, ele se torna uma das forças motrizes da equipe.
James Rhodes mais tarde tornou-se o comandante e chefe-instrutor do Esquadrão Sentinela (Sentinel Squad), e um membro-chave do Escritório Nacional de Emergência (O.N.E.).

### 5-UNI-Projeto Sentinela
Retornando a trabalhar como um agente da S.H.I.E.L.D., Jim Rhodes vigiou a Mansão Xavier como o oficial de comando e instrutor de combate do Esquadrão Sentinela da UNI.
Ele usava armadura derivada da tecnologia S.H.I.E.L.D. com upgrades de Stark e também pilotava grandes robôs sentinelas. O robô sentinela foi destruído e passaram a usar novos modelos.

### Guerra Civil/A Iniciativa
Rhodes voltou a usar armaduras do Máquina de Combate para treinar heróis recrutas do Campo Hammond para a Iniciativa. Muitas vezes os-levando para missões de combate. Mesmo após tanto tempo e várias divergências, Rhodes e Stark continuaram lutando lado a lado.

### Ciborgue
Jim Rhodes se torna um consultor militar e piloto de teste de aviões de combate. Terroristas bombarderam a base quando Rhodes estava lá trabalhando e ficou gravemente ferido.
Tony Stark salvou sua vida oferecendo uma tecnologia de implantes cibernéticos. Foi transformado em ciborgue por Bethany Cabe acoplando componentes de titânio e vibranium, e a promessa de que, dentro de um ano, iria se fazer um novo reparo para algo mais humano.
Seu corpo ciborgue e sua armadura poderiam agora se desmembrar e acoplar outros materiais a sua armadura inclusive, durante a Invasão Skrull, Rhodey recebeu a instrução de Tony Stark de transformar o satélite skrull inteiro em uma gigante armadura, com ela ele consegue repelir uma armada Skrull que se aproximava da Terra.
Integração entre carne e maquinário afetou-o fisicamente, mentalmente e moralmente. Torna-se extremamente frio e punitivo, com a proposta de dar fim a todos os bandidos. Numa missão de resgate, acaba enfrentando Ares.
Até que Rhodes voltou a ter um corpo normal ao fazerem uma transferência de corpo clonado, clone feito por Norman Osborn.
Máquina de Combate é enviado pela ONU para deter os X-Men quando eles acabam se envolvendo num problema diplomático ao enfrentar Sentinelas de propriedade de outros nações. Ele os ajuda a derrotar os Sentinelas.
Durante uma tentativa do Mandarim para derrota Tony Stark, financeiramente e pessoalmente, Rhodes finge sua morte durante uma luta contra inimigos como Tufão, Laser Vivo e outros. Logo depois Tony Stark anuncia publicamente sua aposentadoria como Homem de Ferro como um plano contra o Mandarim. E James Rhodes surge para substtuí-lo.

## Vingadores Vs. X-men
Rhodes volta a ser o Máquina de Combate. Thor lidera um grupo de Vingadores para interceptar a Força Fênix em uma missão suicída no espaço, um deles era a máquina de combate mas as tentativas foram em vão, a missão foi um fracasso. Rhodes ficou muito ferido e os Vingadores foram para o planeta Hala enquanto a Fênix usa 5 X-Men como hospedeiros.
Como a Força Fênix não foi derrotada, e os heróis voltaram a Terra, onde a briga entre X-Men e Vingadores continua. É atacado com um poder novo do Anjo não identificado.

## Vingadores Secretos
Rhodes estava trabalhando na Resilient quando foi convocado pelo Agente Coulson para participar dos Vingadores Secretos da S.H.I.E.L.D.
Um horda de armaduras do Patriota de Ferro guiadas por inteligência artificial é usada pela IMA para chacinas ao redor do mundo porém elas vêem Rhodes como um líder e passam a seguí-lo.

## Em outras mídias

### Televisão
- Era um personagem constante no desenho Homem de Ferro, de 1994.
- No episódio da série X-Men: Animated Series chamado "Fugitivos do Tempo" ele aparece em um pequeno quadro quando o doutor Hank McCoy se prepara para fazer um discurso. Ele é um telespectador aparecendo junto de Nick Fury e Dum Dum Dugan.
- Aparece nos episódios 37 e 38 de Homem-Aranha: A Série Animada.
- Aparece em um episódio do desenho The Incredible Hulk de 1996.
- Aparece no desenho The Avengers: Earth's Mightiest Heroes, primeiro apenas como James Rhodes, e recebendo a armadura na segunda temporada, no episódio "Sozinho Contra a I.M.A". O Máquina de Combate se torna, mais tarde, um dos seis membros dos Novos Vingadores.
- James Rupert Rhodes aparece na série animada Iron Man: Armored Adventures, onde ele se apresenta como um amigo de infância de Tony. Isso o ajuda na criação de Mark I Armor e o recebe em sua casa quando seu pai, Howard Stark, morre em um acidente aéreo perpetrado pelo Mandarim. No final da temporada, Tony, Gene e Pepper são sequestrados pelo Mandarim e Rhodey vem ao seu resgate encerrado em uma nova variante da Mark I conhecido como War Machine Armor, antes de descobrir que Gene também é o novo Mandarim, tendo os 5 anéis. Na segunda temporada, aparece com uma nova armadura.
- Também aparece no episódio 25 da primeira temporada da série Avengers Assemble, intitulado "Exoed".

- Ele também aparece no episódio 18 da segunda temporada de Hulk and the Agents of S.M.A.S.H. (2013), juntamente com outras armaduras do Homem de Ferro.

### Filmes
- No filme animado Ultimate Avengers 2, Tony Stark usa brevemente a armadura War Machine.
- James Rhodes aparece no filme de animação The Invincible Iron Man de 2007, interpretado por Rodney Saulsberry.

#### Universo Cinematográfico Marvel

Máquina de Combate no filme Homem de Ferro 2.

No Universo Cinematográfico da Marvel foi interpretado por dois atores.
- No filme de 2008 Homem de Ferro o personagem é interpretado por Terrence Howard, porém apenas como James Rhodes, já que o Máquina de Combate não havia sido inventado ainda. Na continuação de 2010 Homem de Ferro 2 o ator Don Cheadle assume o papel, já com o alter-ego de Máquina de Combate (aqui, uma armadura criada por Justin Hammer a partir da segunda versão da armadura do Homem de Ferro). Cheadle continua como Rhodes em Homem de Ferro 3, no qual a armadura da Máquina de Combate recebe uma pintura similar à do Patriota de Ferro.[3]
- Cheadle interpreta Rhodes novamente em Vingadores: Era de Ultron e em Capitão América: Guerra Civil, estando do lado de Tony Stark para apoiar os Acordos de Sokovia, ele reprisa seu papel novamente em Vingadores: Guerra Infinita, onde decide se unir à Steve Rogers na missão para proteger Visão em Wakanda.
- Em Vingadores: Ultimato , Rhodes e os outros Vingadores viajam no tempo para obter as Joias do Infinito para desfazer as ações de Thanos. Ele e Nebulosa viajam para Morag em 2014 para obter a Joia do Poder antes de Peter Quill roubar durante Guardiões da Galaxia . Apesar de conseguirem adquiri-lo, Rhodes sai antes que Nebulosa seja sequestrada por Thanos e substituída por seu eu mais novo. Máquina de Combate ajuda os Vingadores na batalha final contra Thanos e fica com Stark enquanto ele morre usando as Joia do Infinito. Mais tarde ele é visto no funeral de Stark.
- Rhodes têm uma breve aparição na série Falcão e o Soldado Invernal da Disney+, onde marca presença num evento de homenagem ao Capitão América.
- Em Invasão Secreta, Rhodes foi sequestrado por Skrulls e teve sua memória e aparência roubadas por um impostor para se aproximar do presidente.
- Ele também será protagonista do filme Armor Wars.

### Vídeogames
- Aparece nos jogos Marvel vs. Capcom: Clash of Super Heroes e Marvel vs. Capcom 2. No primeiro, ele foi incluído como substituto do próprio Homem de Ferro, que não pôde ser usado pois a Marvel já tinha planos de fazer um filme com ele, e não pôde liberar seus direitos para a Capcom. Assim, o Máquina de Combate aparece como um palette swap da aparição do Homem de Ferro em Marvel Super Heroes, mas com uma nova dublagem e ataques modificados.
- Nos jogos X-Men Legends II: Rise of Apocalypse e Marvel: Ultimate Alliance ele aparece como uma roupa alternativa do Homem de Ferro, em Marvel: Ultimate Alliance 2 ele aparece como um inimigo (caso o jogador escolha a rota contra a Lei de Registro de Super-heróis) e em Lego Marvel Super Heroes ele é um personagem jogável